# Mei 2009
Dit artikel geeft een chronologisch overzicht van alle belangrijke gebeurtenissen per dag in de maand mei van het jaar 2009.

## Gebeurtenissen

### 1 mei
- Vanaf heden mogen in Nederland personenauto's met aanhangwagens of caravans op de autosnelweg maximaal 90 km/h rijden. Daarvoor was het 80 km/h.
- Bestuurders van snorfietsen mogen in Nederland niet meer bellen tijdens het rijden.
- Karst Tates, de bestuurder van de auto bij de vermoedelijke aanslag op Koninginnedag te Apeldoorn, overlijdt.
- Het werk Adolescence van Salvador Dalí wordt gestolen uit het Scheringa Museum voor Realisme.

### 2 mei
- De Amerikaanse schrijfster en feministe Marilyn French en de Finse acteur Tauno Söder overlijden.

### 3 mei
- De presidentsverkiezingen in Panama worden gewonnen door Ricardo Martinelli.
- Nederlands acteur Ton Lutz overlijdt.

### 4 mei
- In het hoogseizoen schieten gemaskerde mannen in de Turkse dorpje Bilgeköy, in het zuidoosten van het land, 44 feestvierende mensen dood op een trouwerij, onder wie zes kinderen en zeventien vrouwen.
- John Higgins wint het WK snooker voor de derde keer in zijn carrière. In de finale is hij met 18-9 te sterk voor Shaun Murphy.

### 5 mei
- In Georgië, in het plaatsje Moechrovani op 30 kilometer van hoofdstad Tbilisi, wordt een muiterij de kop ingedrukt. Volgens de Georgische regering zou het gaan om een couppoging.
- Het Europees Parlement keurt een verbod goed op de invoer van alle zeehondenproducten, met uitzondering van dieren die de Inuit voor hun levensonderhoud gebruiken en dieren die het Scandinavische visbestand bedreigen. Deze stap zou fataal zijn voor de Canadese zeehondenjacht.

### 6 mei
- In de Afghaanse provincie Farah worden bij een Amerikaans bombardement duizenden burgers gedood. Ze waren voor gevechten tussen coalitietroepen en Taliban in hun huizen gevlucht, die vervolgens door het bombardement verwoest werden.
- Bij een grote aanval door Pakistan op de Taliban in de Swatvallei komen minimaal 77 opstandelingen en 3491
- burgers om het leven.

### 8 mei
- Immunoloog Mark Waer is verkozen tot nieuwe rector van de Katholieke Universiteit Leuven.
- De Belgische oud-atleet Fons Brydenbach overlijdt op 54-jarige leeftijd aan de gevolgen van een slepende ziekte. Zijn in 1976 in Montreal gelopen Belgische record van 45,06 s hield liefst 27 jaar stand, zijn Belgische indoorrecord van 45,9 s uit 1974 geldt nog steeds.
- Om 07:23 vindt een aardbeving plaats, 1 km ten noorden van het centrum van Zeerijp. De kracht van de beving is 3,0 op de schaal van Richter.

### 9 mei
- Tom Boonen wordt betrapt op het gebruik van cocaïne. Hij wordt door zijn ploeg Quick•Step geschorst. Enkele dagen later wordt ook bekendgemaakt dat hij niet mag deelnemen aan de Ronde van Frankrijk.
- Het leger van Sri Lanka onderneemt een zware actie tegen het overblijvende gebied van de Tamiltijgers. Honderden burgers komen om bij artilleriebeschietingen door het regeringsleger, nadat al eerder velen naar het zuiden van Sri Lanka waren gevlucht.
- Een achtste persoon overlijdt ten gevolge van de aanslag op Koninginnedag 2009.
- Tsjechië heeft een nieuwe regering.
- Het is officieel bevestigd dat ook in Australië, Japan en Panama sprake is van de Mexicaanse griep.
- Fabian Florant springt hij het 26 jaar oude nationale record hink-stap-springen van Peter van Leeuwen van 16,15 m uit de boeken. Al bij zijn eerste poging komt hij tot een afstand van 16,17 m, maar zijn tweede poging is nog veel verder: 16,42 m.
- De bevolking van Curaçao kiest in meerderheid voor de status van land binnen het Koninkrijk.

### 10 mei
- Nederlands astrologe en alternatief genezeres Mellie Uyldert overlijdt.

### 11 mei
- Een zestienjarig meisje is dader van een steekpartij op een gymnasium in de Duitse gemeente Sankt Augustin. Ze probeerde de school in brand te steken. Een leerlinge die dit wilde verhinderen raakte gewond.

### 12 mei
- De Libris Literatuur Prijs gaat dit jaar naar Dimitri Verhulst voor zijn roman: Godverdomse dagen op een godverdomse bol.

### 13 mei
- Een man uit Gent, die op 11 mei is teruggekeerd van een verblijf in de Verenigde Staten, is de eerste persoon in België bij wie Mexicaanse griep wordt vastgesteld.
- De Europese Commissie legt Intel een recordboete van ruim 1 miljard euro op. Het bedrijf zou illegaal kortingen verleend hebben als bedrijven geen chips van concurrent AMD in hun producten gebruikten.

### 14 mei
- De ruimtetelescoop Herschel wordt samen met de Planck Observatory door de Europese Ruimtevaartorganisatie met een Ariane 5-raket succesvol in de ruimte gebracht.
- De prestigieuze Karel de Grote-prijs wordt dit jaar toegekend aan Andrea Riccardi, stichter van de Sint-Egidiusgemeenschap.

### 15 mei
- Het Centraal Bureau voor de Statistiek (CBS) maakt bekend dat de Nederlandse economie in het eerste kwartaal van 2009 is gekrompen met 4,5 procent ten opzichte van dezelfde periode in 2008. Het is de grootste krimp van de Nederlandse economie sinds de Tweede Wereldoorlog. Ook in de Europese Unie als geheel blijkt de economische achteruitgang groter dan verwacht.
- De bevolking van Curaçao stemt in meerderheid in met de hervorming van het koninkrijksverband, waarbinnen het eiland een land zal worden en de Nederlandse Antillen zullen worden opgeheven.

### 16 mei
- Voor het eerst in Europa is een grootscheepse MAREX-rampenoefening gehouden waarbij 510 opvarenden werden geëvacueerd van de cruiseferry King of Scandinavia die ter beschikking was gesteld door DFDS Seaways.
- Tijdens een referendum over meer autonomie op Curaçao stemde een krappe meerderheid van 52% voor. Hierdoor kunnen de plannen worden doorgezet, waarbij in 2010 de Nederlandse Antillen ophouden te bestaan en Curaçao en Sint Maarten aparte landen binnen het Koninkrijk der Nederlanden worden, terwijl Bonaire, Saba en Sint Eustatius onderdeel van Nederland worden.
- Bij parlementsverkiezingen in India wint de regerende Congrespartij en haalt ze net niet de absolute meerderheid.
- Een demonstratie tegen homofobie in Rusland wordt met geweld neer geslagen door de Russische regering. Hierbij worden er zeker 20 mensen opgepakt, onder wie een journalist van de Gay Krant.
- Het Eurovisiesongfestival 2009 in Moskou wordt gewonnen door de Noorse zanger Alexander Rybak met het nummer Fairytale.
- Italiaans filmregisseur en cineast Giulio Gianini overlijdt.

### 17 mei
- Nadat een dag eerder president Mahinda Rajapaksa van Sri Lanka verklaarde dat de Tamiltijgers, die een eigen Tamilstaat in het noorden willen stichten, verslagen zijn, geven de Tamiltijgers hun nederlaag toe en leggen de wapens neer. Hiermee is na 25 jaar de burgeroorlog in het land ten einde.
- Dalia Grybauskaitė wordt verkozen tot eerste vrouwelijke president van Litouwen.
- SC Heerenveen wint de KNVB beker door te winnen van FC Twente. De Friezen winnen na strafschoppen, nadat het na verlenging 2-2 staat. Het is de eerste hoofdprijs voor de club uit Heerenveen.
- Roger Federer wint in de finale van de Masters in Madrid met 6-4 6-4 van Rafael Nadal.

### 18 mei
- Nederland onder de 17 verliest in de finale van het Europees kampioenschap na verlenging met 2-1 van Duitsland onder 17.

### 19 mei
- Michael Martin, de voorzitter van het Britse Lagerhuis, treedt af omdat hij in opspraak is geraakt in een grootschalige affaire rond onterechte declaraties van parlementsleden.
- De KNVB maakt bekend, dat Fortuna Sittard per 30 juni de proflicentie verliest.
- Voor het eerst sinds 1986 zijn testmatchen nodig om te bepalen wie Belgisch kampioen voetbal wordt. Zowel RSC Anderlecht als Standard Luik hebben na de 34 competitiewedstrijden 77 punten en 24 keer gewonnen. Het doelsaldo is in de Jupiler League niet doorslaggevend voor de titel. Standard-doelman Sinan Bolat redt in de slotfase zijn team door een strafschop te stoppen.
- Op de Nederlandse waddeneilanden Texel en Vlieland spoelen twee haringkoningen (riemvissen) aan van respectievelijk 3,20 en 3,30 meter, en ongeveer 30 jaar oud.

### 20 mei
- Een C-130 Hercules van de Indonesische luchtmacht met daarin 112 passagiers stort neer nabij Magetan op Java en raakt daarbij meerdere huizen. Er vallen ten minste 98 doden, waaronder zeker 2 personen op de grond. De oorzaak van de crash is onbekend. Zie C-130 Hercules-crash 2009.
- FC Sjachtar Donetsk wint de UEFA-cup door SV Werder Bremen te verslaan in de finale.

### 23 mei
- Horst Köhler van de CDU wordt door de bondsvergadering herkozen als bondspresident van Duitsland.
- In Berlijn hebben ongeveer 625.000 mensen de zestigste verjaardag gevierd van de Bondsrepubliek Duitsland en het bestaan van de Duitse Grondwet.
- Roh Moo-hyun, voormalig president van Zuid-Korea, pleegt zelfmoord.
- De voetbalclub VfL Wolfsburg wordt voor de eerste keer in haar geschiedenis kampioen van Duitsland na een 5-1 winst tegen Werder Bremen.

### 24 mei
- Nederlands actrice Ella Snoep overlijdt.

### 25 mei
- Noord-Korea houdt een ondergrondse kernproef. Het is de tweede dergelijke proef, de eerste was in oktober 2006. De Verenigde Staten en de buurlanden reageren met bezorgdheid. De Veiligheidsraad van de Verenigde Naties komt in spoedzitting bijeen.

### 26 mei
- Nederland en België worden getroffen door een noodweer met zware onweer, veel regen en hagel. Deze onweer is mogelijk de zwaarste in de afgelopen dertig jaar. In Woensdrecht vallen hagelstenen van vijf cm doorsnede en in Zwanenburg viel 76 mm neerslag.[1]
- Voor het eerst in de geschiedenis wordt in een Europese dierentuin een adelaarsrog geboren. De primeur gaat naar Burgers' Zoo in Arnhem.
- President Obama draagt Sonia Sotomayor als rechter voor het Amerikaanse Hooggerechtshof. Zij is de eerste rechter met een Latijns-Amerikaanse achtergrond.

### 27 mei
- Bij een zelfmoordaanslag op een politiebureau in de Pakistaanse stad Lahore komen ten minste 23 mensen om het leven en raken meer dan 250 gewond. De Pakistaanse tak van de Taliban eist de verantwoordelijkheid op.
- Een Sojoezraket wordt gelanceerd vanuit de ruimtebasis in Bajkonoer. Ze brengt drie astronauten naar het internationaal ruimtestation ISS, onder wie de Belg Frank De Winne.
- Bij Lelystad breekt een wiek van een windturbine af en valt op de snelweg A6. Ondanks de drukte van de avondspits gebeuren er geen ongelukken.
- Door een doelpunt van Samuel Eto'o en Lionel Messi wint FC Barcelona voor de derde keer in zijn bestaan de Champions League. Manchester United had in de finale in Rome weinig in te brengen. Met deze titel is Spanje nu weer alleen koploper wat betreft het aantal gewonnen Europacup 1 bekers; twaalf stuks, een meer dan Engeland en Italië.

### 29 mei
- De Nederlandse kapitein Marco Kroon wordt vanwege zijn optreden in de Task Force Uruzgan benoemd tot Ridder in de Militaire Willems-Orde. Hij is hiermee de eerste persoon die in 54 jaar deze hoge Nederlandse onderscheiding krijgt.
- De Amerikaanse muziekproducer Phil Spector wordt wegens moord op actrive Lana Clarkson veroordeeld tot een gevangenisstraf van negentien jaar tot levenslang. In 2003 werd hij al schuldig gevonden aan de dood van Lana Clarkson.
- Italiaans schrijver en journalist Nantas Salvalaggio overlijdt.

### 30 mei
- Het Duitse automerk Opel wordt door het Canadese bedrijf Magna overgenomen van het Amerikaanse moederbedrijf General Motors, dat op de rand van faillissement verkeert.
- Italiaans schrijver, journalist en dichter Nico Orengo overlijdt.

### 31 mei
- De Australische violist Ray Chen wint de Koningin Elisabethwedstrijd voor viool. De tweede plaats is voor de Belg Lorenzo Gatto en de derde voor de Rus Ilian Garnet.
- Denis Mensjov wint de Ronde van Italië. Tweede wordt Danilo Di Luca met een verschil van 41 seconden. Het is de derde keer dat Mensjov een grote ronde weet te winnen. De Belg Kevin Seeldraeyers is beste jongere.
- Rafael Nadal verliest voor het eerst een wedstrijd op Roland Garros. Na 31 zeges op rij is het de Zweed Robin Söderling die het lukt de viervoudig kampioen en huidig nummer 1 op de ATP-ranglijst te verslaan.

<< · januari · februari · maart · april · mei · juni · juli · augustus · september · oktober · november · december · >>